# E331号線
E331号線 (E331ごうせん、英: European route E331) はドイツにあり、ドルトムント – カッセルを結ぶ、欧州自動車道路のBクラス幹線道路。
- ドイツ
  - E37号線 – ドルトムント
  - E45号線 – カッセル